# 日本情報経済社会推進協会
一般財団法人日本情報経済社会推進協会（にほんじょうほうけいざいしゃかいすいしんきょうかい、通称JIPDEC）は、一般財団法人。総務省および経済産業省共管の「財団法人日本情報処理開発協会」として設立され、公益法人制度改革に伴い、2011年4月1日に一般財団法人に移行するとともに名称も変更された。

## 概要
1967年12月20日、電子計算機を用いた各種情報処理方式及び情報処理産業の開発、振興を通じて、情報処理、情報処理産業の発展を図り、もって日本の経済社会の発展に寄与することを目的として設立された。

## 組織
- 代表理事会長：杉山秀二 (官僚)（元経済産業事務次官）

（2019年7月現在）
天下り官僚が役職付きで多数在籍しており、2010年3月9日、「事業仕分け (行政刷新会議)第2弾」において、仕分け対象枠の公益法人に選定された。

## 事業内容
現在の主な事業は、プライバシーマーク制度や電子署名・認証制度の運用等がよく知られている。そのほか、主に高校生や専門学校生を対象とした「U-20プログラミングコンテスト」を長年実施したりもしている。
2003年度までは情報処理技術者試験の指定試験機関であったが、法改正により2004年度以降は独立行政法人情報処理推進機構（IPA）が試験事務を行っている。2004年からは、若年層を対象に情報セキュリティ専門家の育成を目的とした「セキュリティキャンプ」も主催していたが、これも2010年にIPAに移管された。
2016年1月には、APEC越境プライバシールールシステム（CBPRシステム）の認証団体となった。
2017年度までは情報セキュリティマネジメントシステム（ISMS）適合性評価制度における認証機関の認定機関であったが、この部門は独立して一般社団法人情報マネジメントシステム認定センターになった。